# Dora Kärgel
Dora Kärgel (* 12. Januar 1915 in Baldenburg; † 9. Januar 2003 in Dresden) war eine deutsche Textilgestalterin.

## Leben und Werk
Dora Kärgel absolvierte eine Lehre als Damenschneiderin und arbeitete dann als Gesellin in ihrem Beruf. Von 1942 bis zur kriegsbedingten Aussetzung des Unterrichts 1944 besuchte sie die Meisterschule des Deutschen Handwerks in Münster. Ihre wichtigsten Lehrer waren Hanne-Nüte Kämmerer und Hans Pape. Sie nähte dort unter anderem 1943 eine Bluse, die sie mit floralen Stickereien und Nadelspitze verzierte. Diese schenkte sie später mit einer weiteren Bluse dem Kunstgewerbemuseum Dresden.
Kärgel legte die Meisterprüfung ab und lebte ab 1947 als freischaffende Textilkünstlerin, insbesondere als Kunststickerin, in Frankfurt (Oder). Sie war eine gläubige Christin, gehörte der Christengemeinschaft an und arbeitete vor allem für den Kunstdienst der evangelischen Kirche. Von ihr geschaffene Paramente befinden sich unter anderem in Kirchen in Sachsen und Brandenburg, so in Frankfurt (Oder) in allen Kirchen und im Wichernheim. Einen ihrer bedeutendsten Wandteppiche schuf sie um 1958 als Altarbild für die Dorfkirche Freiwalde. 1979 erhielt sie vom Kleist-Museum den Auftrag für einen Wandbehang. Für den Rat des Bezirks Frankfurt fertigte sie 1961 den Wandbehang Phönix, eine Applikation aus Seide.
In einem Bericht über die Frankfurter Bezirkskunstausstellung 1985 hieß es: „Im Textilbereich fallen besonders die sensiblen Stickereien von Dora Kärgel durch ihren noblen Farbklang …“ auf.
Zum künstlerischen Umfeld Dora Kärgels gehörten unter anderem Rudolf Grunemann, Edmund Neutert und Walter Götze.
Dora Kärgel war ab 1948 Mitglied des späteren Verbands Bildender Künstler der DDR. Die Museen in Frankfurt/Oder erwarben einige ihrer Werke.
Die Christengemeinschaft veranstaltete nach ihrem Ableben in Frankfurt im Gutshaus Nuhnen die Ausstellung „Brücken Bauen – Grenzen überwinden“, zu der auch eine Ausstellung von Bildern zum Leben und Werk Dora Kärgels gehörte.
Der Nachlass Dora Kärgels befindet sich im Stadtarchiv von Frankfurt (Oder).

## Weitere Werke (Auswahl)
- Komposition mit Fischen (1969/1970, Wandbehang, gewebegebundene Stickerei, 85 × 72 cm; 1975/1976 auf der Bezirkskunstausstellung)
- Blühende Linde (Wandbehang; 1975/1976 auf der Bezirkskunstausstellung)

## Ausstellungen (unvollständig)

### Einzelausstellungen
- 1980: Potsdam
- 1983/1984: Beeskow
- 1984: Eberswalde
- 1985: Frankfurt/Oder, Galerie Junge Kunst („Textil, Schmuck & Gerät“; mit Hanna Leisker)
- 2003: Frankfurt/Oder, Galerie B des Frankfurter Kunstvereins

### Teilnahme am Gruppenausstellungen
- 1964, 1975/1976, 1979 und 1985: Frankfurt (Oder), Bezirkskunstausstellungen